# Леліва VI
Леліва VI – шляхетський герб, різновид герба Леліва.

## Опис герба
У блакитному полі золоті зірка  над півмісяцем рогами догори. У клейноді на з'єднання двох блакитних крил золотий півмісяць рогами догори. Намет блакитний, підбитий золотом.

## Найбільш ранні згадки
За словами Юліуша Кароля Островського вид належав польській родині Лелів з Пруссії.
Тадеуш Гайль не підтверджує цього імені.

## Роди
Леліва.